# آنگراندس، اندر
آنگراندس، اندر (به فرانسوی: Ingrandes) یک کمون در فرانسه است که در اندر واقع شده‌است. آنگراندس ۱۱٫۱۲ کیلومتر مربع مساحت و ۳۳۴ نفر جمعیت دارد و ۸۷ متر بالاتر از سطح دریا واقع شده‌است.